# Jero Romero
Jerónimo Romero (Toledo) es un cantautor español conocido por haber sido la voz y guitarra del grupo de indie rock en inglés The Sunday Drivers de 1999 a 2010 y por su posterior carrera en solitario, cantando ya en español. También fue futbolista profesional en los años 90 llegando a jugar como titular en cuatro partidos con el Club Deportivo Toledo en Segunda División A entre 1994 y 1996.
Sus dos discos en solitario, Cabeza de Léon en 2011 y La Grieta en 2014, pudieron publicarse gracias a campañas de micromecenazgo. Su primera campaña de financiación ha sido destacada como ejemplo del éxito de la autoedición en la escena indie española junto a otros grupos como Vetusta Morla o Amaral.

## Biografía

### Carrera
En 1999 funda el grupo The Sunday Drivers junto a Miguel de Lucas, Carlos Pinto y Fausto Pérez. Tras unos inicios discretos dieron el salto definitivo con los discos Little Heart Attacks en 2005 y Tiny Telephone en 2007 con éxitos internacionales como Do It y realizando giras por Europa. La publicación de su último disco The End of Maiden Trip en 2009 tuvo menos relevancia quedando a nivel nacional en el puesto 39 de la lista de ventas. Durante la gira de promoción de ese disco Jero anunció por sorpresa a través de Facebook la disolución del grupo el 12 de mayo de 2010.
En 2011 publicó su primer trabajo en solitario, Cabeza de Léon, a través de la plataforma de micromecenazgo Verkami, con la colaboración en los arreglos y directo de Charlie Bautista. En el disco colaboraron como artistas invitados Cristina Rosenvinge y Russian Red. La campaña fue uno de los primeros éxitos de micromenezago de la plataforma Verkami, logrando la financiación requerida de 10 000€ en trece horas.
En mayo de 2014 publicó su segundo álbum de estudio, La Grieta; al igual que el primero, la producción fue financiada a través de Verkami, doblando la cantidad inicial requerida y con alrededor de 1.000 mecenas apostando por su proyecto. A diferencia de su primer disco en La Grieta contó con una banda completa y el músico lo definió con un disco intimista, como un símil "para describir una manera de ser".
Después de su concierto en el Festival Gigante de Guadalajara en 2015, la etapa de Jero Romero como solista ha sufrido un parón sin que haya habido ningún comunicado oficial. La prensa especializada destacó un mensaje en redes sociales de su batería Nacho García como una despedida de la banda que lo había acompañado en su último disco.
En febrero de 2020 reaparece con 2 nuevos sencillos que saca a la luz a través de Radio 3; "2010" y "Los cadáveres", con al menos otras 3 nuevas canciones esperando a ver la luz según declaraciones a medios. Aún no hay noticias de si estas nuevas creaciones acabarán convirtiéndose en parte de un nuevo disco de estudio del autor.

## Discografía

### Como integrante deThe Sunday Drivers
- The Sunday Drivers (2003)
- Little Heart Attacks (2004)
- Tiny Telephone (2007)
- The End of Maiden Trip (2009)

### En solitario
- Cabeza de León (2011)
- La Grieta (2014)
- Miracoloso (2022)

### Sencillos
- Cabeza de Léon (2011)
- Correcto (2011)
- Hola, ¿qué tal? (2019) (Feat ELYELLA)[12]
- 2010 (2020)
- Los cadáveres (2020)[13]